# دايفيد مورغان (رئيس)
دايفيد مورغان (بالإنجليزية: Frederick David Morgan )‏ (و. 1937  م) هو رئيس ‏، ومسير رياضي ويلزي.

## جوائز
حصل على جوائز منها:
- نيشان الفنون والآداب من رتبة قائد (17 يناير 2013)[5]
- جائزة المنافسة العامة  [لغات أخرى]‏ (1946)

## روابط خارجية
- دايفيد مورغان على موقع إي آس بي آن كريك إنفو (الإنجليزية)
- دايفيد مورغان على موقع أوليمبيديا (الإنجليزية)